# Лавасс, Эрик
Карл Эрик Лавасс (швед. Carl Erik Lawass; 4 декабря 1885, Стокгольм — 2 февраля 1959, Стокгольм) — шведский футболист и игрок в хоккей с мячом. Выступал за национальную сборную Швеции.

## Биография
Выступал за хоккейный «Юргорден». В 1908 в его составе впервые стал чемпионом Швеции. В следующем году «Юргорден» снова выиграл чемпионат, обыграв в финальном матче АИК.
В 1910 году вместе с футбольным «Юргорденом» выиграл «Коринтианс Боул», футбольный турнир, проводившийся с 1906 по 1913 год в память о турне английского клуба «Коринтиан» по Швеции. В финальной встрече, состоявшейся 3 июля, со счётом 2:1 был обыгран «Эргрюте», выигравший все остальные розыгрыши турнира. В том же году «Юргорден» дошёл до финала чемпионата Швеции, где уступил «Гётеборгу».
11 сентября 1910 года дебютировал за национальную сборную Швеции в товарищеском матче с Норвегией. Встреча прошла на стадионе «Фрогнер» в Осло и завершилась победой шведов со счётом 5:0.
В 1911 году вновь играл в финале чемпионанта Швеции по хоккею с мячом. В финальной встрече с «Уппсалой» столичная команда уступила со счётом 0:6. В следующем году обе команды вновь вышли в финал. Встреча завершилась со счётом 1:1, но в связи с тем, что переигровка не состоялась из-за погоды, обе команды были объявлены чемпионами.
Умер 2 февраля 1959 года в Стокгольме.

## Достижения

### Хоккей с мячом
Юргорден
- Чемпион Швеции: 1908, 1909, 1913
- Финалист чемпионата Швеции: 1912